# 全球海平面觀測系統
全球海平面觀測系統（Global Sea Level Observing System, GLOSS）是一個政府間海洋學委員會的計劃，其目的是測量海平面全球長期氣候變化的研究。自2004年印度洋地震後，該計劃的目的已經改變為收集海平面的實時數據。該項目目前正在升級超過290台觀測站，以使他們能夠通過衛星向新設立的國家海嘯中心傳送實時數據。他們還在組裝太陽能電池板，令觀測站即使在惡劣天氣下仍能夠繼續運作。
全球海平面觀測系統與另一計劃深海評估和報告海嘯（Deep-ocean Assessment and Reporting of Tsunamis, DART）兩者並非相互競爭，因為大部份GLOSS傳感器都設於近岸地方，而DART傳感器則設於深海地方。

## 外部連結
- 目前該計劃的資訊地圖（页面存档备份，存于）